# Мінерали теригенні
Мінерали теригенні (рос. минералы терригенные, англ. terrigene minerals; нім. terrigene Minerale n pl) — те саме, що мінерали уламкові — уламки різних мінералів, які входять до складу осадових гірських порід.